# ルワンダの国際関係
ルワンダの国際関係（fr:Politique étrangère du Rwanda）は、ルワンダにおける国際関係を指す。殆どの国家と国交を持ち、国際連合及び聖座の一員である。隣国であり、言語的にも相互理解可能性が含まれているブルンジとは独立以前からの長い付き合いである。

## 概要
ルワンダ虐殺時には内戦の停戦監視団である国際連合ルワンダ支援団があったものの、虐殺を抑止することはできなかった。虐殺後、カガメ政権はルワンダの安定を図る為開発独裁を敷いてルワンダの復興に成功したが、ルワンダ愛国戦線による事実上の一党制や大統領権限の拡大（中央集権化）、コンゴでの鉱物資源利権疑惑から人権団体からの批判が出ている。

## 難民受け入れ
ブルンジやコンゴ民主共和国、エリトリア、ソマリア、南スーダンなど、内戦や独裁政治に苦しむ国家から逃れた難民を積極的に受け入れることで経済の安定化を図っている。
国連難民高等弁務官事務所（UNHCR）によると、2015年の時点でブルンジからの難民を計75000人受け入れ、ンクルンジザ政権の圧政やブルンジの極貧から逃れるための難民を受け入れた。一方でルワンダがブルンジ難民を受け入れ、ンクルンジザ大統領を連れ去るよう訓練したという報告が浮上したとき、ルワンダはブルンジ難民を第三国に移転すると発表した。